# Sándor Kányádi
Sándor Kányádi (10 de mayo de 1929 - 20 de junio de 2018) fue un poeta y traductor húngaro de la región de Transilvania, Rumania. Fue uno de los poetas húngaros contemporáneos más famosos y queridos. Fue un importante contribuyente a la literatura infantil húngara. Sus obras han sido traducidas al inglés, finlandés, estonio, sueco, alemán, francés, rumano y portugués.

## Premios
•Obtuvo más de 30 premios y distinciones, entre otros:
•Premio Kossuth, Budapest, 1993
•Premio de Poesía de la Unión de Escritores Rumanos
•Premio Herder en Viena en 1995,
•Premio Millennium Time de Europa Central, 2000